# ウェスタン・カンファレンス (NHL)

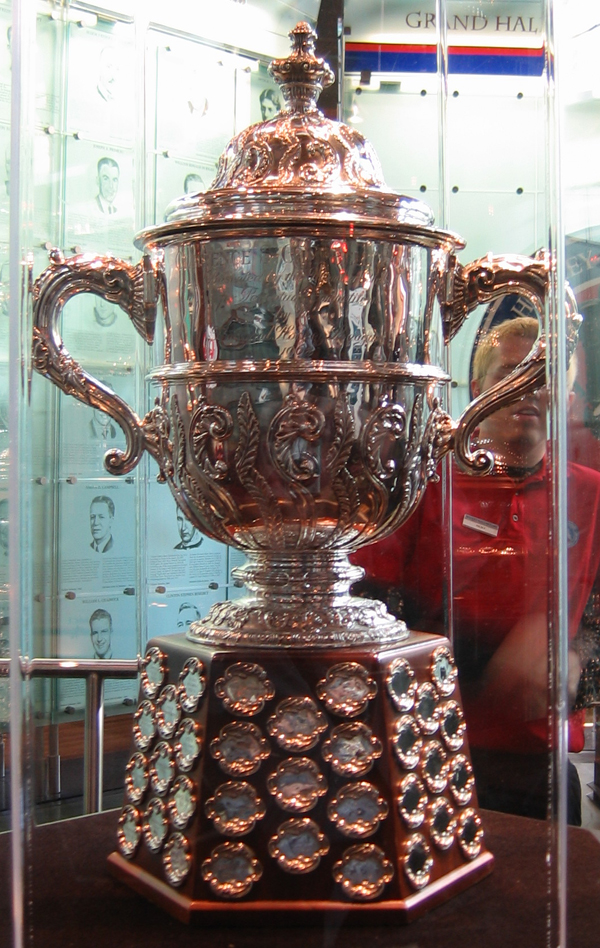
優勝チームに送られる、クラレンス・キャンベル・ボウル・トロフィー

ナショナルホッケーリーグ（NHL）のウェスタン・カンファレンスには、現在16チームがセントラル、パシフィックの2つのディビジョンに各8チームずつ所属している。

## 歴史
1967-68シーズンから1973-74シーズンまで、NHLにはウェスト・ディビジョンが存在した。1974年にNHLが2つのカンファレンス、4つのディビジョンに再編された際にクラレンス・キャンベル・カンファレンス（またはキャンベル・カンファレンス）として設立された。
当初、カンファレンスやディビジョンは地理的な位置はあまり考慮されずに分類されたが、1981年に地理的な位置が考慮されてカンファレンスの再編が行われた結果、主に西部のチームで構成されるようになった。しかしそれ以降もカンファレンスの名称は変更されなかった。
1993年にNHLコミッショナーに就任したゲイリー・ベットマンにより、ホッケーにあまり詳しくないファンでもより楽しむことができるよう、NBA、NFL、MLBなどのように、カンファレンス、ディビジョンを地理的な位置に基づいて呼ぶように名称を変更する決定を下したが、ウェスタン・カンファレンスのチャンピオンに贈られるトロフィーであるクラレンス・キャンベル・ボウルには、かつてのカンファレンスの名を残した。
2004年から2005年のNHLロックアウト以降にイースタン・カンファレンスと共にロゴが変更された。
2020-21シーズンは、新型コロナウイルスの影響でカナダ＝アメリカ合衆国国境を定期的に越えての試合を制限・東西南北の4地区制に一時再編を行ったため、一旦ウェスタン・カンファレンスは廃止。翌シーズンにこの変更は改定されたため、現行の2カンファレンス制に戻っている。

## ディビジョン
1993年の再編までキャンベル・カンファレンスにはパトリック・ディビジョンとスマイス・ディビジョンが存在した。1998年からウェスタン・カンファレンスはセントラル・ディビジョン、ノースウェスト・ディビジョン、パシフィック・ディビジョンの3地区に分けられていたが、2013年からセントラル・ディビジョンとパシフィック・ディビジョンの2地区制となった。
| パシフィック・ディビジョン | セントラル・ディビジョン   |
| -------------------------- | -------------------------- |
| アナハイム・ダックス       | シカゴ・ブラックホークス   |
| カルガリー・フレームス     | コロラド・アバランチ       |
| エドモントン・オイラーズ   | ダラス・スターズ           |
| ロサンゼルス・キングス     | ミネソタ・ワイルド         |
| サンノゼ・シャークス       | ナッシュビル・プレデターズ |
| シアトル・クラーケン       | セントルイス・ブルース     |
| バンクーバー・カナックス   | ユタ・マンモス             |
| ベガス・ゴールデンナイツ   | ウィニペグ・ジェッツ       |

## 優勝チーム
| 回数 | チーム                         |
| ---- | ------------------------------ |
| 9    | エドモントン・オイラーズ       |
| 6    | デトロイト・レッドウィングス   |
| 4    | シカゴ・ブラックホークス       |
| 4    | フィラデルフィア・フライヤーズ |
| 3    | カルガリー・フレームス         |
| 3    | コロラド・アバランチ           |
| 3    | ダラス・スターズ               |
| 3    | ニューヨーク・アイランダース   |
| 3    | ロサンゼルス・キングス         |
| 3    | バンクーバー・カナックス       |
| 2    | アナハイム・ダックス(前身含む) |
| 2    | ベガス・ゴールデンナイツ       |
| 1    | ミネソタ・ノーススターズ       |
| 1    | ナッシュビル・プレデターズ     |
| 1    | サンノゼ・シャークス           |
| 1    | セントルイス・ブルース         |

- † = スタンレー・カップ優勝チーム

### クラレンス・S・キャンベル・カンファレンス・レギュラーシーズン・チャンピオン (1974–81)
| シーズン  | 優勝チーム                       | 優勝回数 |
| --------- | -------------------------------- | -------- |
| 1974-1975 | フィラデルフィア・フライヤーズ † | 1        |
| 1975-1976 | フィラデルフィア・フライヤーズ   | 2        |
| 1976-1977 | フィラデルフィア・フライヤーズ   | 3        |
| 1977-1978 | ニューヨーク・アイランダース     | 1        |
| 1978-1979 | ニューヨーク・アイランダース     | 2        |
| 1979-1980 | フィラデルフィア・フライヤーズ   | 4        |
| 1980-1981 | ニューヨーク・アイランダース †   | 3        |

### クラレンス・S・キャンベル・カンファレンス・プレーオフ・チャンピオンズ (1981–93)
| シーズン  | 優勝チーム                 | 優勝回数 |
| --------- | -------------------------- | -------- |
| 1981-1982 | バンクーバー・カナックス   | 1        |
| 1982-1983 | エドモントン・オイラーズ   | １       |
| 1983-1984 | エドモントン・オイラーズ † | 2        |
| 1984-1985 | エドモントン・オイラーズ † | 3        |
| 1985-1986 | カルガリー・フレームス     | 1        |
| 1986-1987 | エドモントン・オイラーズ † | 4        |
| 1987-1988 | エドモントン・オイラーズ † | 5        |
| 1988-1989 | カルガリー・フレームス †   | 2        |
| 1989-1990 | エドモントン・オイラーズ † | 6        |
| 1990-1991 | ミネソタ・ノーススターズ   | 1        |
| 1991-1992 | シカゴ・ブラックホークス   | 1        |
| 1992-1993 | ロサンゼルス・キングス     | 1        |

### イースタン・カンファレンス・プレーオフ優勝チーム (1993年以降)
| シーズン  | 優勝チーム                           | 優勝回数                         |
| --------- | ------------------------------------ | -------------------------------- |
| 1993-1994 | バンクーバー・カナックス             | 2                                |
| 1994-1995 | デトロイト・レッドウィングス         | 1                                |
| 1995-1996 | コロラド・アバランチ †               | 1                                |
| 1996-1997 | デトロイト・レッドウィングス †       | 2                                |
| 1997-1998 | デトロイト・レッドウィングス †       | 3                                |
| 1998-1999 | ダラス・スターズ †                   | 1                                |
| 1999-2000 | ダラス・スターズ                     | 2                                |
| 2000-2001 | コロラド・アバランチ †               | 2                                |
| 2001-2002 | デトロイト・レッドウィングス †       | 4                                |
| 2002-2003 | マイティ・ダックス・オブ・アナハイム | 1                                |
| 2003-2004 | カルガリー・フレームス               | 3                                |
| 2004-2005 | ロックアウトのため優勝チームなし     | ロックアウトのため優勝チームなし |
| 2005-2006 | エドモントン・オイラーズ             | 7                                |
| 2006-2007 | アナハイム・ダックス †               | 2                                |
| 2007-2008 | デトロイト・レッドウィングス †       | 5                                |
| 2008-2009 | デトロイト・レッドウィングス         | 6                                |
| 2009-2010 | シカゴ・ブラックホークス †           | 2                                |
| 2010-2011 | バンクーバー・カナックス             | 3                                |
| 2011-2012 | ロサンゼルス・キングス †             | 2                                |
| 2012-2013 | シカゴ・ブラックホークス †           | 3                                |
| 2013-2014 | ロサンゼルス・キングス †             | 3                                |
| 2014-2015 | シカゴ・ブラックホークス †           | 4                                |
| 2015-2016 | サンノゼ・シャークス                 | 1                                |
| 2016-2017 | ナッシュビル・プレデターズ           | 1                                |
| 2017-18   | ベガス・ゴールデンナイツ             | 1                                |
| 2018-19   | セントルイス・ブルース †             | 1                                |
| 2019-20   | ダラス・スターズ                     | 3                                |
| 2020-21   | 4地区制開催のため一時廃止            | 4地区制開催のため一時廃止        |
| 2021-22   | コロラド・アバランチ †               | 3                                |
| 2022-23   | ベガス・ゴールデンナイツ †           | 2                                |
| 2023-24   | エドモントン・オイラーズ             | 8                                |
| 2024-25   | エドモントン・オイラーズ             | 9                                |

1. ↑  1974年からのウエスタン・カンファレンスにおける集計のため、クラレンス・S・キャンベル・ボウルのページと若干の差異がある。
2. ↑  太字で表示されていないチームは2025年現在はイースタン・カンファレンス在籍チーム。斜体で表示されているのは現在消滅しているチームである。